# Hilding Walter
Josef Hilding Walter, född 1909 i Helsingborg, död 1987, var en svensk målare och skulptör.
Walter studerade konst för Leon Welamson i Stockholm samt vid Armstrong College i Newcastle. Han medverkade i Helsingborgs konstförenings utställningar på Vikingsbergs konstmuseum under 1940-talet. Hans konst består av landskapsskildringar utförda i olja. 